# Sumber Giri
Sumber Giri is een bestuurslaag in het regentschap Gunung Kidul van de provincie Jogjakarta, Indonesië. Sumber Giri telt 4423 inwoners (volkstelling 2010).